# Theodore Edward Cantor
Pour les articles homonymes, voir Cantor.
Theodore Edward (ou Theodor Edvard) Cantor est un médecin et un naturaliste danois, né en 1809 et mort en 1860.
Il travaille pour la Compagnie anglaise des Indes orientales et constitue d’importantes collections d’histoire naturelle à Penang et à Malacca.

## Liste partielle des publications
- Notes respecting some Indian fishes (1839)
- General features of Chusan (1842)
- Catalogue of Malayan fishes (1850)